# Zsadány
Zsadány est un village et une commune du comitat de Békés en Hongrie.